# Basilique Santa Maria dei Servi (Bologne)
La basilique Santa Maria dei Servi est une basilique catholique de Bologne, en Italie.
Elle a été fondée en 1346, comme l'église de la Communauté de l'Ordre des Servites de Marie et a été conçue par le Père Andrea da Faenza qui a également réalisé la Basilique San Petronio, également, à Bologne. Elle a été élevée au rang de basilique mineure par le pape Pie XII.

## Architecture

### Intérieur
Les dimensions de la basilique sont de 100 mètres de long sur 20 mètres de large. Elle a la forme d'une croix latine, mais les transepts ne dépassent pas les allées. L'abside peu profonde est délimitée par cinq segments d'un octogone, comme cela est courant dans les églises gothiques italiennes.
Elle a été conçue dans le style gothique avec des arcs brisés. À la mort de Padre Andrea en 1396, le travail n'était pas terminé. Toutefois, l'achèvement au XVe siècle a vu peu de changements par rapport aux plans de la conception de la basilique elle-même, qui est entièrement gothique en apparence.
La nef centrale et les bas-côtés sont divisés les uns des autres par des colonnes rondes à chapiteaux. Les murs en plâtre dessus de l'arcade sont percés de fenêtres oculaires sous la voûte gothique. La voûte est d'une forme simple quadripartite avec des nervures de brique.

### Extérieur
Extérieurement, l'église est très simple, sans décor. La façade, qui a été construite en plusieurs phases, n'a jamais été décorée.
La caractéristique remarquable de l'église est sa cour intérieure ou atrium. Il s'agit d'une particularité qui était fréquente dans les premières églises chrétiennes, y compris la première basilique Saint-Pierre à Rome, mais qui a presque toujours disparu. Il s'agit d'un cas inhabituel d'un atrium du XVIe siècle. Il semble avoir été pris modèle sur l'arcade construite par Filippo Brunelleschi à l'Hôpital des Innocents (Spedale degli Innocenti) à Florence, puis étendu à d'autres parties de la grande place, y compris le parvis de l'église de l'Assomption.
Dans le cas de Santa Maria dei Servi, la place en face de la basilique était assez petite et une arcade large a ainsi pu être construite autour, en joignant toute la place sans interruption. Le passage est fermé d'un côté par les bâtiments conventuels, mais sur les deux côtés, il est ouvert à la rue, et s'étend le long du côté gauche du bâtiment. Lorsque l'arcade se joint à la façade, elles forment un narthex ou portique large de cinq arches, qui s'étend sur la façade de l'église. L'arcade a une corniche décorative et les écoinçons ont chacun une moulure circulaire qui fait écho à la fenêtre oculaire dans la façade.
Cette caractéristique inhabituelle de la basilique est typiquement bolonaise, la ville a conservé un grand nombre d'arcades dans les rues, certaines d'entre eux clairement médiévales, y compris celles qui sont datées de la ville romaine.

## Source
- (en) Cet article est partiellement ou en totalité issu de l’article de Wikipédia en anglais intitulé « Basilica di Santa Maria dei Servi » (voir la liste des auteurs).